# Nacaduba laura
Nacaduba laura är en fjärilsart som beskrevs av William Doherty 1891. Nacaduba laura ingår i släktet Nacaduba och familjen juvelvingar. Inga underarter finns listade i Catalogue of Life.